# Papugi wschodnie (podrodzina)
Papugi wschodnie (Psittaculinae) – podrodzina ptaków z rodziny papug wschodnich (Psittaculidae). 

## Zasięg występowania
Podrodzina obejmuje gatunki występujące w Australazji, Azji Południowo-Wschodniej i Południowej oraz Afryce. 

## Systematyka
Do podrodziny należą następujące plemiona:
- Micropsittini Reichenow, 1881
- Psittaculini Vigors, 1825